# Милованович, Милован
Милован Милованович (серб. Милован Миловановић; 17 февраля 1863, Белград — 18 июня 1912, Белград) — сербский юрист, политик, дипломат и педагог; профессор Белградского университета; занимал должности министра юстиции, министра финансов и премьер-министра Королевства Сербия.

## Биография
Милован Милованович родился 17 февраля 1863 года в городе Белграде; был вторым сыном Д. Миловановича — бывшего министра юстиции и члена Государственного совета.
Окончив среднюю школу в родном городе Милованович поступил в 1881 году на юридический факультет Университета Франции на государственную стипендию, утвержденную в 1882 году министром образования Стояном Новаковичем. Окончив курс в 1884 году он четыре года спустя получил докторскую степень в том же университете, защитив диссертацию «Les Traités de garantie au XIXe siècle», которая была удостоена золотой медали.
В феврале 1888 года доктор права Милованович стал профессором юридического факультета Белградского университета, который в то время назывался Белградской высшей школой, где он преподавал государственное право и конституционализм. Несмотря на молодость, он был в 1888 году назначен королем Миланом Обреновичем секретарем Конституционного комитета Сербии и отправился в Данию, Бельгию и Францию, чтобы изучить их конституционный опыт. Милованович стал самым активным членом Комитета и прославился разработкой самой либеральной из всех конституций Сербии, конституции 1888 года, которая ввела современный парламентаризм, а также подготовкой других законов, связанных с новой конституцией страны.

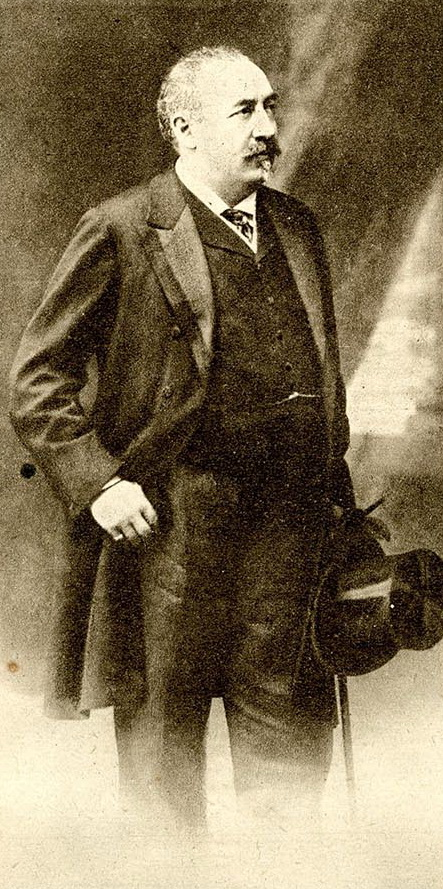
Милован Милованович

Милованович написал множество статей по внешней политике и национальному вопросу в различных радикальных ежедневных газетах и журналах, таких как «Эхо» («Оджек») и «Самоуправление» («Самоуправа»), включая влиятельный двухнедельный обзор «Работа» («Дело»), который он основал вместе с другими радикальными интеллектуалами в 1892 году. Он выступал за более тесное сотрудничество с хорватами и болгарами под лозунгом «Балканы балканским народам» и был ярым сторонником франко-российского союза. Его подлинная идея состояла в том, чтобы достичь сближения между балканскими народами, а затем, как можно надеяться, союза (между Сербией, Черногорией, Грецией и Болгарией), который был бы связан с державами Антанты и твердо противостоял бы политике «Drang nach Osten», проводимой Австро-Венгрией и Германией. Умеренного, с националистической точки зрения, Миловановича часто обвиняли в компромиссах, критиковали за отсутствие национального рвения к достижению «священной цели» объединения Сербии.
Сначала более близкий к Прогрессивной партии (см. Напредняки), Милованович принял затем сербский радикализм, который в своей умеренной форме 1890-х годов был довольно близок к французскому. В 1891 году он вступил в Народную радикальную партию.
Уволенный либералами из министерства иностранных дел Сербии в 1892 году, Милованович в 1893 году баллотировался в члены парламента и был избран. Он снова вернулся в министерство иностранных дел в 1893 году, но был снова уволен в 1894 году, в эпоху «нейтральных министерств» под контролем молодого короля Александра Обреновича. Милованович занимал пост министра юстиции в радикальном кабинете Дьоки Симича (с 17 декабря 1896 по 11 октября 1897 года по старому стилю) и активно работал над подготовкой документов касающихся сербско-болгарских отношений. В 1899 году, за кампанию против самодержавного правления короля Александра Обреновича за границей, Милованович был заочно приговорён к двум годам тюремного заключения.
Милован Милованович вернулся на родину после того, как в 1900 году король Сербии помиловал изгнанных радикалов, а затем некоторое время служил послом в Бухаресте и в конечном итоге стал министром финансов в правительствах Алексы Йовановича (1900—1901) и Михаила Вуича (1901—1902). Милованович сыграл важную роль в разработке новой Сербской Конституции 1901 года, обнародованной в апреле («Апрельский устав») и октроированой королём Александром I Обреновичем («Октроированный устав»), в соответствии с которой была введена Верхняя палата Национального собрания Сербии, а также ряд экономических законов. Он считался одним из создателей радикально-прогрессивной коалиции, которая сделала возможным формирование правительства Вуича. Милованович покинул кабинет Вуича в мае 1902 года после нескольких неудачных попыток получить новый иностранный кредит для Сербии.
В начале 1903 года Милованович был назначен послом Сербии в Риме, где он вел широкую дипломатическую деятельность, чтобы повысить роль Италии в реформаторских усилиях великих держав в Старой Сербии и Македонии, оккупированных Османской империей; он оставался в Риме до 1907 года.
В 1907 году он представлял Сербию на Второй Гаагской мирной конференции. В правительстве Петара Велимировича (с 7 июля 1908 по 11 февраля 1909 года по старому стилю) он был министром иностранных дел. До своей внезапной смерти Милованович оставался во главе министерства иностранных дел Сербии, включая тот период, когда он был одновременно и главой правительства.
Милован Милованович умер 18 июня 1912 года в городе Белграде, всего за несколько месяцев до своего пятидесятилетия и Первой Балканской войны, которая началась в октябре 1912 года и привела к освобождению балканских народов от османского владычества.
Его заслуги перед славянскими народами были отмечены российским орденом Белого орла.